# 8-Nitroguanin
8-Nitroguanin ist eine chemische Verbindung aus der Gruppe der Guaninderivate.

## Gewinnung und Darstellung
8-Nitroguanin entsteht durch Reaktion von Guanin, Guanosin oder 2′-Desoxyguanosin, entweder frei oder in DNA oder RNA, mit reaktiven Stickstoffspezies, die unter anderem durch Peroxinitrit oder das Myeloperoxidase-H2O2-Nitrit-System entstehen. Sie ist damit ein Marker von DNA Schädigungen.

## Eigenschaften
8-Nitroguanin ist ein gelber bis brauner Feststoff, der wenig löslich in Wasser ist.

## Verwendung
8-Nitroguanin wird als potenzieller Biomarker für das Fortschreiten eines malignen fibrösen Histiozytoms, einem Modell für entzündungsbedingten Krebs, untersucht.